# Бульвар Красных Курсантов (Петергоф)
Бульвар Кра́сных Курса́нтов — крупная улица в Петергофе. Проходит в Старом Петергофе вдоль Английского парка от Манежной улицы до Петергофской улицы. Состоит из двух отрезков, разделённых Балтийской железнодорожной линией.

## История
Прежде на месте современного бульвара проходила дорога, которая в середине XIX века имела название дорога у провиантских магазинов — по находившимся там провиантским магазинам. В 1871 году по её трассе построили полноценную улицу от Санкт-Петербургского проспекта до Балтийской железнодорожной линии. В августе 1871 года жители Петергофа обратились с ходатайством в городское правление с просьбой присвоить улице имя советника управляющего Петергофа А. Ф. Юркевича за его труды по её благоустройству. Император Александр II удовлетворил просьбу горожан и повелел «вновь устроенную под наблюдением советника Петергофского Дворца правления действительного статского советника Юркевича дорогу от старого Петергофа мимо Провиантских магазинов до станции железной дороги именовать „бульваром Юркевича“».
В 1890 году бульвар Юркевича был продлён от железной дороги до Петергофской улицы. Тогда же из состава бульвара был выделен участок от Санкт-Петербургского проспекта до Манежной улицы; ему, а также проезду до дороги из Ораниенбаума (ныне Ораниенбаумского шоссе) присвоили название Рубинштейнская улица.
В 1920-х годах бульвар Юркевича переименовали в бульвар Красных Курсантов. Новое название связано с тем, что в казармах лейб-гвардии Драгунского полка (Суворовская улица, 3, 5, 7) открыли курсы подготовки командного состава Красной Армии.
В 1940-х годах в состав бульвара Красных Курсантов была возвращена часть Рубинштейнской улицы, от Санкт-Петербургского проспекта до Манежной улицы.
25 июля 2012 года постановлением правительства Рубинштейнская улица вновь была выделена. Второй бывший фрагмент Рубинштейнской улицы, от Санкт-Петербургского проспекта до Ораниенбаумского шоссе, стал Ораниенбаумским спуском.